# Зуев, Кузьма Андреевич
Кузьма Андреевич Зуев (1914, село Харабали, Енотаевский уезд, Астраханская губерния, Российская империя — 1978) — участник Великой Отечественной войны, командир орудия 1019-го стрелкового полка (307-я стрелковая дивизия, 13-я армия, Центральный фронт), ефрейтор, Герой Советского Союза.

## Биография
Родился 22 октября 1914 года в селе Харабали, ныне город Астраханской области, в семье служащего. Русский.
Получил начальное образование. Работал ветеринарным фельдшером в поселке Чернушка Тавдинского района Свердловской области.
В Красной Армии с июля 1942 года. В действующей армии — с августа 1942 года. Отличился в боях на Курской дуге. 3 июля 1943 года расчёт Зуева получил приказ: в составе батареи занять оборону в районе станции Поныри (севернее Курска), а 7 июля враг перешёл на этом участке в наступление. Расчёт ефрейтора Зуева занял огневую позицию в метрах 300—400 от дороги, по которой двигались танки противника. С первого выстрела был подбит впереди идущий танк, со второго — замыкающий. Остальные стали съезжать на обочину, подставляясь тем самым под огонь орудийного расчёта Зуева. За короткое время колонна врага, в которой находилось 15 танков (в том числе 3 «Тигра») — была уничтожена.
Указом Президиума Верховного Совета СССР от 7 августа 1943 года за «мужество, отвагу и героизм, проявленные в борьбе с немецкими захватчиками» ефрейтор Зуев Кузьма Андреевич был удостоен высокого звания Героя Советского Союза с вручением ордена Ленина и медали «Золотая Звезда» № 1087.
Кроме него за бои на поныровском направлении 7—8 июля 1943 года это звание получили артиллеристы 540-го лёгкого артиллерийского полка старшина Константин Седов, сержант Алексей Сапунов и командир огневого взвода артиллерийской батареи младший лейтенант Виктор Скрылёв. В целом, артиллеристы проявляли массовый героизм при обороне своих позиций, блокируя развитие прорывов немецких танков. Из 232 солдат и офицеров, получивших звание Героя Советского Союза за свои подвиги в Курской битве, 83 человека (36 %) — это артиллеристы, 60 — стрелки пехотных и моторизованных частей, включая четырёх бойцов-бронебойщиков подразделений противотанковых ружей (26 %), 54 — лётчики (23 %), 27 — танкисты (12 %).
- Советские артиллеристы в бою.
- Советские артиллеристы в Курской битве.

Член КПСС с 1944 года. После войны демобилизовался. Жил с 1945 года в селе Вареновка Неклиновского района Ростовской области.
Умер 15 января 1978 года. Похоронен в селе Вареновка Неклиновского района.

## Награды
- За мужество и героизм, проявленные в боях за станцию Поныри, указом Президиума Верховного Совета СССР от 7 августа 1943 года ефрейтору Кузьме Андреевичу Зуеву было присвоено звание Героя Советского Союза (медаль «Золотая Звезда» № 1087).
- Награждён орденом Ленина и медалями, среди которых медаль «За отвагу».

## Память
В селе Вареновка на доме, где жил Герой, установлена мемориальная доска.